# Svjatogor

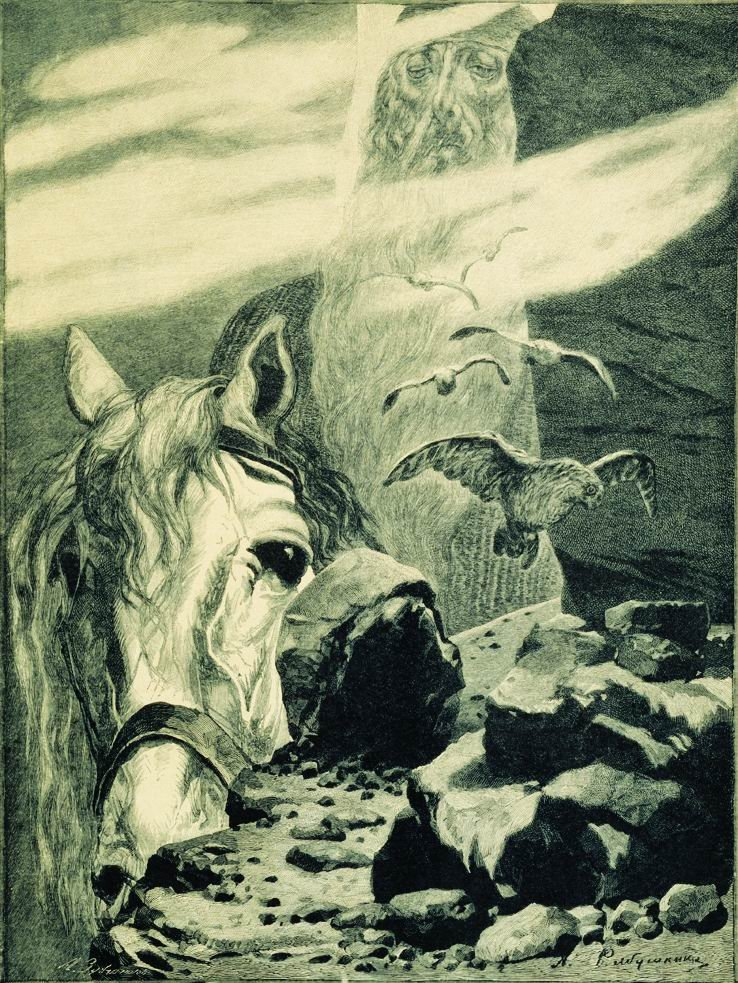
"Svjatogor" by Andrei Ryabushkin, 1895.

Svjatogor (russo: Святогор) è un eroe mitologico slavo, un Bogatyr (sorta di cavaliere errante della tradizione slava), le cui imprese sono narrate in varie byliny, ove viene sempre dipinto come un cavaliere stanco e triste, vecchissimo e nostalgico del suo passato di gloria. Alcuni identificano la sua figura con quella della religione pagana che, ai tempi delle prime byliny stava rapidamente perdendo la propria forza per essere soppiantata dal cristianesimo. Le leggende che lo riguardano sono contenute in due diversi cicli, quello di Kiev e quello degli "antichi eroi".
Il suo nome deriva dall'espressione "montagne sacre" (così come nella tradizione russa erano indicati i Carpazi), luogo ove vuole la leggenda questi vivesse (svjato- deriva infatti dalla radice slava per "santo" o "sacro", mentre gor significa "montagna"), nel continuo timore che il suo peso lo facesse sprofondare all'interno della terra.

## Bylina della morte di Svjatogor
Di seguito viene parafrasato il brano che descrive la sua morte, contenuto nella leggenda Il'ja Muromec e Svjatogor, che è parte del ciclo di byliny dedicate a Il'ja Muromec.
Dopo essere diventato un bogatyr della corte reale, investito in tale ruolo da Vladimir il Sole Splendente (Владимир Красное Солнышко, Vladimir Krasnoe Solnyško), Il'ja si allontanò da Kiev per sfidare il gigante Svjatogor, lontano dalla Rus' da ormai molto tempo che alcuni, tra cui il contadino Mikula Seljaninovič, lo credevano ormai morto. Prese questa decisione provocato da Alëša Popovič, nonostante i pellegrini che lo avevano in passato miracolosamente guarito dalla sua infermità lo avessero ammonito dal non sfidare gli antichi eroi delle Bylne tra i quali, oltre Svjatogor, avevano enumerato anche Samson Samojlevič, Mikula Seljaninovič e Vol'ga Svjatoslavič. Sulla strada per le montagne sacre, Il'ja Muromec vide un gigante addormentato sopra un gigantesco cavallo. L'eroe, desideroso di distinguersi, lo colpì allora per tre volte con la propria mazza, ma il gigante, ancora addormentato, lo afferrò e lo rinchiuse nella propria tasca. Una volta svegliatosi Il'ja si presentò scoprendo solo a quel punto che il gigante era proprio Svjatogor. I due, invece di combattersi, fecero presto amicizia e decisero di continuare insieme il proprio viaggio. Dopo non molto che erano in cammino arrivarono ad una bara gigante fatta in pietra ed entrambi ebbero all'unisono la premonizione che questo manufatto stesse aspettando proprio Svjatogor. Il'ja decise di entrare in questa per primo ma fin dall'inizio sembrò troppo grande per lui. quando invece entrò il gigante apparve chiaro che la bara era stata fatta per le sue misure. quando poi quest'ultimo chiuse il coperchio della stessa, la bara si sigillò. Tuttavia, poco prima che fosse sigillata completamente, Svjatogor passò parte della propria forza fisica a Il'ja attraverso il proprio fiato.